# Joe Kennedy (cineasta)
Joe Kennedy (...) è uno sceneggiatore, regista e produttore cinematografico statunitense.

## Filmografia

### Sceneggiatore
- Nature, serie Tv (1 episodio, 2001)
- Africa's Super Seven (2005)
- Kidnap & Rescue: The Roy Hallums Story, film Tv (2006)
- Ocean Voyagers (2007)
- Secrets of the Dead, serie Tv (1 episodio, 2010)

### Produttore
- Africa's Super Seven (2005)
- Kidnap & Rescue: The Roy Hallums Story, film Tv (2006)

### Regista
- Ocean Voyagers (2007)
- Secrets of the Dead, serie Tv (1 episodio, 2010)